# Arketype (fiktion)
Arketyper er indenfor fiktion figurer, der er bundet på enkelte karakteregenskaber, og hvis grundideer forekommer på kryds og tværs i mange forskellige værker. Deres personligheder er forholdsvis enkle, til tider næsten grænsende til det steorotype men er også let genkendelige og lette at forholde sig til.
Begrebet har rødder i teatrene i antikkens Grækenland og kan i dag genfindes indenfor både teater, film, tv, bøger, tegneserier og computerspil.

## Baggrund
Virkelighedens mennesker er komplicerede væsener med mangeartede følelser, baggrunde, handlemåder, udtryksmåder og udseende. Ved skabelse af fiktion kan den slags imidlertid være svært at håndtere, ikke mindst fordi de enkelte figurer helst skal kunne introduceres hurtigt og klart, så man kan komme videre med den egentlige handling. Derfor ender man ofte med i større eller mindre omfang at benytte sig af arketyper dvs. figurer, der hovedsageligt er bundet op på bestemte karakteregenskaber og nogle gange også udseende. Navnlig ved bifigurer benyttes det, da det gør det nemt at skelne den ene fra den anden, samtidig med at man ved passende kombinationer af de forskellige typer kan skabe grundlag for en række historier. Tilsvarende gælder hvis hovedpersonerne er en gruppe.

## Eksempler

### Helte og venner
Arketyperne er talrige, og det følgende er kun et udvalg, i det det skal bemærkes, at der jævnligt kombineres:
- Gennemsnitspersonen: hovedfigur i talrige serier. Ikke helt god til det med skole eller arbejde og har kvaler med at vinde den udkårne. Har imidlertid hjertet på rette sted og er noget mere jordnær end de mere eller mindre specielle figurer vedkommende er omgivet af.
- Ordreudstederen: hovedfigurernes overordnede der udsteder ordrer, udstikker missioner og uddeler verbale øretæver. Kan dog efter behov også give en hånd med.
- Den vise mester: en aldrende figur der oplærer eller har oplært hovedfigurerne. Holder sig mest i baggrunden men kan efter behov træde til med bemærkelsesværdige resultater.
- Følgesvenden: en figur der følger hovedfiguren i tykt og tyndt. Ikke så klog og dygtig som denne men ofte god at have ved hånden. Fungerer tillige som samtalepartner hvorved historien kan formidles til modtagerne. Robin fra Batman og Dr. Watson fra Sherlock Holmes er nogle af de mest kendte eksempler.
- Nørden: en klog figur der synes at have en viden om stort set alt. Ofte med briller. Sam (der dog ikke bruger briller) fra Totally Spies er et eksempel.
- Teknikeren: skaber af mere eller mindre praktiske tekniske hjælpemidler og tillige reparatør af hvad der aktuelt måtte være i stykker.
- Bondpigen: en kvindelig figur hvis gode udseende er det primære. Gerne med evner indenfor et eller andet men skal alligevel reddes af helten. Som navnet antyder, er det James Bond-filmene, der har gjort typen kendt.
- Fægtemesteren: en mester i fægtning. Ikke nødvendigvis ubesejrlig men ofte nær. Har gerne høje idealer og kan grundet sine evner også lægge vægt bag. Miyamoto Usagi fra Usagi Yojimbo er et eksempel.
- Bangebuksen: en figur der frygter selv de mindste problemer og må skubbes frem af de andre. Kjeld fra Olsen-banden er et eksempel på det.
- Den modvillige: en figur der hører med på holdet, selv om vedkommende helst var fri. Tvær og temperamentsfuld og må populært sagt hives til truget.
- Den venlige rival: en figur der rivaliserer med hovedfiguren og gerne med et anspændt forhold til denne. Men ellers venlig nok og en stridsfælle når det gælder. Ryoga fra Ranma ½ er et eksempel.
- Det andet par: et forelsket par blandt bifigurerne parallelt med hovedfigurernes forelskelse. Har deres kvaler men er de først forbundet en gang, slipper forbindelsen sjældent.
- Ene hane i kurven: en dreng i en gruppe i øvrigt bestående af piger eller omvendt. I modsætning til haremsgenren er vedkommende en del af holdet, og kærlighedsaffærer relaterer som regel kun til en i gruppen.
- Haremmet: et gruppe af piger overfor en dreng eller omvendt. I modsætning til ovenfor har den enlige her i begge tilfælde særstatus for eksempel som arbejdsgiver. Kærlighedsaffærer kan både omfatte flere fra gruppen eller kun en, foruden eventuelle rivaler. Love Hina er en serie, der bygger på den ide.

### Skurke
- Overskurk: chefen for en samling af skurke. Tilsyneladende mere kultiveret end sine underordnede men også mere ondskabsfuld og hensynsløs. Ikke så få har taget skridtet videre og er blevet superskurke.
- Håndlangeren: skurkens højre hånd og den der gør det beskidte arbejde. Ond og farlig men oftest også jordnær. Shego fra Kim Possible er et eksempel.
- Skurketrioen: en lette komisk gruppe på tre figurer der på stædig vis forsøger at volde ondt men som konsekvent taber i sidste ende. Team Rocket fra Pokémon er et klassisk eksempel på dette.
- Forræderen: en figur, der tilsyneladende er en ven og yder hjælp, men som på et afgørende tidspunkt afslører sig som forræder og skurkens hjælper.
- Rivalen: en selvglad figur der rivaliserer med hovedfiguren men som i modsætning til sin venlige kollega ovenfor ikke viger tilbage for tvivlsomme og for nogles vedkommende direkte kriminelle metoder.

### Begge
- Den usete: en figur der nok høres og omtales men ikke eller kun delvist ses. Omgærdet af mystik men har trods sin tilbageholdenhed en ikke ubetydelig indflydelse på handlingen. Charlie fra Charlie's Angels giver således "englene" missioner men møder dem aldrig selv.
- De ens: en gruppe af figurer med ens eller næsten ens udseende, navn og ageren. Kan optræde sammen som en gruppe eller placeret enkeltvis hvor end hovedfigurerne kommer frem.
- Den loyale: en figur der kan være et lidt anstrengende bekendtskab, men som vil følge og forsvare sin leder til den bitre ende og hævne vedkommende, hvis det mislykkes.

## Ekstern henvisning
- TV Tropes Arkiveret 22. april 2008 hos  Wayback Machine (engelsk) – talrige eksempler på arketyper.